# Реакционный паром
Реакционный паром, паром на якоре, самолёт — канатный паром, использующий силу реакции течения реки для перемещения судна. Подобные паромы обладают лучшими ходовыми качествами по сравнению с обычными канатными, особенно при движении по рекам с сильным течением.

## Устройство
Основной особенностью паромов данного вида является то, что они приводятся в движение за счет сил реакции, возникающих при совместном воздействии удерживающей системы и потока воды на корпус парома. Паром может состоять из одного корпуса-плашкоута или двух понтонов с соединяющей их палубой в виде катамарана. Некоторые паромы перевозят только пассажиров, другие могут перевозить и дорожные транспортные средства (некоторые принимают на борт до 12 автомобилей).
В зависимости от конструкции удерживающей системы она может быть нормальной и продольной.
Нормальная удерживающая система состоит из ездового каната, подвешенного в воздухе поперек русла реки (по нормали к течению). На ездовой канат надета каретка с роликом. К каретке крепится канат-поводок, имеющий две ветви. Каждая ветвь поводка заведена в лебедки, расположенные по бортам парома. При помощи этих лебёдок можно укорачивать и удлинять ветви поводка, таким образом разворачивая паром боком к течению. В результате такого поворота образуется поперечная составляющая силы давления потока на плавсредство, которая и двигает паром к другому берегу реки. Для управления паромом используют и руль, устанавливаемый в кормовой части парома. Ездовой канат по данной схеме возможно подвесить на большой высоте, что дает возможность использовать паромы на судоходных реках.
Продольная удерживающая система (собственно «паром на якоре») представляет собой ездовой канат один конец которого с помощью поводков крепится к парому, а второй, с помощью якоря — по середине русла реки. Принцип передвижения парома такой же, как и при нормальной удерживающей системе. Для того, чтобы ездовой канат не цеплялся за дно его подвешивают с помощью поплавков.

## Использование в мире

### Канада
В Британской Колумбии действуют свыше 30 паромов, ходящих по рекам — в основном по рекам Фрейзер и Томпсон. Выделяются:
- Биг-Бар[англ.] — через реку Фрейзер, у Биг-Бара[англ.] в Британской Колумбии
- Литтл-Форд[англ.] — через реку Томпсон в Британской Колумбии
- Литтон[англ.] — через реку Фрейзер, у Литтона в Британской Колумбии
- Маклюр[англ.] — через реку Томпсон в Британской Колумбии
- Аск[англ.] — через реку Скина, у Аска[англ.] в Британской Колумбии

В Квебеке через реку Ривьер-де-Прери от местечка Лаваль-сюр-ле-Лак до острова Бизар ходит небольшой одноимённый паром.

### Хорватия
Реакционные паромы ходят через реки Сава и Драва.

### Чехия
- Паром Долни-Жлеб[англ.] пересекает Эльбу у местечка Долни-Жлеб[чеш.] недалеко от Дечина, использует подводный канат
- Паром Вране-над-Влтавоу — Стрнады, ходящий через реку Влтава у Праги, использует воздушный канат

### Германия
Через реки Эльба и Везер ходят многие реакционные паромы. С XVII по XIX века много паромов ходило через Рейн. В настоящее время действующими являются:
Паромы на Эльбе:
- Паром Акен — у Акена, земля Саксония-Анхальт
- Паром Барби[англ.] — у Барби, земля Саксония-Анхальт
- Паром Косвиг[англ.] — у Косвиг, земля Саксония-Анхальт
- Паром Ратен[англ.] — у Ратена, земля Саксония
- Паром Ребель — между Ребелем и Хафельбергом, земля Саксония-Анхальт
- Паром Вестерхюзен[англ.] — у Магдебурга, земля Саксония-Анхальт
- Паром Зандау[англ.] — у Зандау, земля Саксония-Анхальт:\ Паромы на Везере:
- Паром Фекерхаген[англ.] — между Райнхардсхагеном (земля Гессен) и Хемельном[англ.] (земля Нижняя Саксония) Паромы на Зале:
- Паром Ротенбург[англ.] — у Ротенбурга, земля Саксония-Анхальт

### Италия
Паром Трагетто ди Леонардо — исторический реакционный паром, ходящий через реку Адду в Имберсаго. Предполагается, что его автором был Леонардо да Винчи.

### Польша
- Паром Беховы — через Варту, между Беховым и Перском[англ.][2]
- Паром Борусова — через Вистулу, между Борусовой и Новы-Корчином[англ.] (маршрут 973)[3]
- Паром Броды — через Одру, у Бродов[англ.] (маршрут 280)[4]
- Паром Бжег — через Одру, между Бжег-Дольны и Глоской[англ.]
- Паром Цишица — через Вислу, между Тарнобжегом и Цишицей[англ.] (маршрут 758)
- Паром Чхув — через Дунаец, между Чхувом и Пяски-Дружкувом
- Паром Чешево — через Варту, у Чешево[англ.]
- Паром Дембно — через Варту, между Дембно[англ.] и Ожехово
- Паром Гнев — через Вислу, между Гневом и Яново[англ.] (маршрут 510)
- Паром Гжегожовице — через Одру, между Гжегожовицем[англ.] и Цеховице[англ.] (маршрут 421)
- Паром Козубув — через Варту, у Козубува[англ.]
- Паром Кжеменна — через Сан, между Кжеменной[англ.] и Яблоницей-Руской[англ.]
- Паром Мильско — через Одру, между Мильско[англ.] и Пжевузом[англ.] (маршрут 282)
- Паром Ноздржец — через Сан, между Нозджецом[англ.] и Домбрувкой-Старженьской[англ.]
- Паром Опатовец — через Вислу, между Опатовцем[англ.] и Уйсьче-Езуицке[англ.]
- Паром Отфинув — через Дунаец, между Отфинувом[англ.] и Пасекой-Отфинувской[англ.]
- Паром Погоржелица — через Варту, между Погожелицей[англ.] и Новой-Весью-Подгурной[англ.]
- Паром Поланец — через Вислу, между Поланцем и Глинами-Малыми[англ.]
- Паром Поленчко — через Одру, между Поленчком[англ.] и Хлебовым[англ.] (маршрут 138)
- Паром Поморско — через Одру, у Поморско[англ.] (маршрут 281)
- Паром Седлишовице — через Дунаец, между Седлишовицем[англ.] и Ветжиховицем[англ.]
- Паром Славск — через Варту, между Славском[англ.] и Венглевскими-Холендрами
- Паром Свиняры — через Вислу, между Баранувым-Сандомерским и Свинярами-Старыми[англ.] (маршрут 872)
- Паром Ваки — через Варту, у Ваки[англ.]

### Словакия
- Паром Стречно через реку Ваг, между Стречно[англ.] и Незбудска-Лучкой[англ.] (район Жилина)
- Паром Влчаны-Селице через реку Ваг, между Влчанами[англ.] и Селице[англ.] (район Шаля)
- Паром Загорска-Вес, через реку Морава, между Загорска-Вес (район Малацки, Словакия) и Ангерн-ан-дер-Марх (округ Гензендорф, Нижняя Австрия, Австрия)

### Испания
- Паром Флиш вдоль берега реки Эбро, в местечке Флиш (Каталония, Испания).
- Паром Миравет вдоль берега реки Эбро, в местечке Миравет (Каталония, Испания). Ходить начал в Средние Века, внешний вид — традиционный деревянный паром.

### Швейцария
Четыре парома ходят через Рейн в Базеле.

### Великобритания
Пассажирский паром Хэмптон-Лоуд ходит через реку Северн у Хэмптон-Лоуд в Шропшире. Для движения паром использует частично течение реки, частично — шесты в качестве вёсел.

### США
Некоторые реакционные паромы ходили через реки на плато Озарк в Центральных Штатах в течение первой половины XX века. В настоящее время через реку Каррент рядом с Салемом (штат Миссури) ходит паром Акерс (англ. Akers Ferry).

### Россия
Реакционные паромы-катамараны (два понтона) с воздушным кабелем много лет, вплоть до 90-х годов XX века использовались для переправы через реку Катунь в Горном Алтае. Паромы позволяли переправлять через реку как пешеходов, так и автомобили. В настоящее время построены мосты, паромы выведены из эксплуатации (в том числе и из-за проблем с безопасностью — местные жители рассказывали о ряде катастроф из-за обрыва тросов). Один из таких паромов можно увидеть в финале кинофильма «Калина красная».